# Silvia Marty
Silvia Marty (nacida el 10 de julio de 1980; El Masnou) es una actriz española que se dio a conocer entre el gran público gracias a su papel de Ingrid Muñoz en la serie de Antena 3 Un paso adelante.

## Biografía
Su primera aparición en la pequeña pantalla fue en la película para televisión Camps de Maduixes (Campos de Fresas), basada en la novela homónima de Jordi Sierra i Fabra, emitida por canales autonómicos como TV3, TVG y Canal 9.
Sin embargo, el gran público la conoció por su participación en las seis temporadas de la serie emitida por Antena 3 Un paso adelante, donde compartió protagonismo con Beatriz Luengo, Mónica Cruz, Pablo Puyol y Miguel Ángel Muñoz. A raíz de la serie formó, junto a sus compañeros de reparto, el grupo de música UPA Dance, con el que llegaron a vender más de 700 000 discos sólo en España.
Tras el éxito de Un paso adelante tuvo papeles episódicos en diversas series nacionales como Hospital Central o Los Serrano. Sin embargo, su primer gran papel después de UPA fue el de Silvia Marall en la serie de Antena 3 LEX.
Al finalizar dicha serie, Marty se incorporó al reparto de la cuarta temporada de la serie de sobremesa de Televisión Española Amar en tiempos revueltos donde interpretó a Luisa hasta el final de esa misma temporada.
En 2013 participó en la miniserie de Telecinco Niños Robados junto a Blanca Portillo y Alicia Borrachero entre otros. En ella, se puso en la piel de Sor Herminia, una monja que sospecha de las prácticas ilegales que pudo haber cometido su superiora en el pasado.
En noviembre de ese mismo año empieza a presentar en el Canal Cocina el programa Los dulces de Silvia, en el cual ella misma elabora ante las cámaras diversas recetas de repostería.
En el cine la hemos podido ver en producciones como El hombre de arena, en 2007, y La memoria del agua, en 2015. En teatro ha participado en el montaje de la obra Yo me bajo en la próxima, ¿y usted? (2015), de Adolfo Marsillach.
En primavera de 2017 estrena la serie dramática de Telecinco Perdóname, Señor, junto a Paz Vega, José Manuel Seda y Jesús Castro Romero entre otros. Marty interpreta a Irene Oliver, teniente de la Guardia Civil en Barbate.
En 2020 se incorpora a la serie diaria de La 1, Acacias 38, interpretando a Soledad Lopéz.

## Filmografía

### Largometrajes
| Año  | Título                       | Personaje | Director             | Notas |
| ---- | ---------------------------- | --------- | -------------------- | ----- |
| 2007 | El hombre de arena           | Emilia    | José Manuel González |       |
| 2007 | Oviedo Express               | Petra     | Gonzalo Suárez       |       |
| 2010 | Retornos                     | Camarera  | Luis Avilés          |       |
| 2015 | La memoria del agua          | Mónica    | Matías Bize          |       |
| 2016 | Amarás sobre todas las cosas | —         | Chema de la Peña     |       |

### Televisión

#### Ficción
| Año       | Título                    | Personaje        | Cadena    | Notas                                                               |
| --------- | ------------------------- | ---------------- | --------- | ------------------------------------------------------------------- |
| 2002-2005 | Un paso adelante          | Ingrid Muñoz     | Antena 3  | Elenco principal; 82 episodios                                      |
| 2006      | Camps de maduixes         | Luciana Salas    | TV3       | Película de televisión                                              |
| 2007      | Cuenta atrás              | Pepa             | Cuatro    | Episodio: «Bosque del Olvido, 18:40 horas»                          |
| 2007      | Hospital Central          | Carmen           | Telecinco | Episodios: «Despídete por mí», «Lo que queda por hacer» y «Veremos» |
| 2008      | Los Serrano               | María            | Telecinco | Episodio: «Mientras hay resquemor, hay esperanza»                   |
| 2008      | LEX                       | Silvia Marall    | Antena 3  | Elenco principal; 16 episodios                                      |
| 2009      | Amar en tiempos revueltos | Luisa de Samper  | TVE       | Elenco recurrente; 40 episodios                                     |
| 2013      | Niños robados             | Hermana Herminia | Antena 3  | Miniserie; 2 episodios                                              |
| 2016      | Perdóname, Señor          | Irene Oliver     | Telecinco | Elenco principal; 8 episodios                                       |
| 2018      | El Continental            | Margarita        | TVE       | Episodio: «La guerra por una doncella»                              |
| 2020-2021 | Acacias 38                | Soledad López    | TVE       | Elenco principal; 153 episodios                                     |
| 2020      | Desaparecidos             | Leire            | Telecinco | Episodio: «Asuntos propios»                                         |
| 2022      | Machos alfa               | Carmen           | Netflix   | Elenco recurrente; 4 episodios                                      |

#### Programas
| Año                          | Título                              | Cadena               | Notas                               |
| ---------------------------- | ----------------------------------- | -------------------- | ----------------------------------- |
| 1998-1999                    | ¿Y tu baila?                        | La 1                 | Bailarina                           |
| 2004                         | XIII Premios de la Unión de actores |                      | Entrega de premio                   |
| 2006                         | La Mandragora                       | La 2                 | Como Yolanda en una Obra de Teatro. |
| 2003, 2010, 2020, 2022, 2024 | Pasapalabra                         | Antena 3 y Telecinco | Invitada                            |
| 2013; 2018                   | Los dulces de Silvia                | Canal Cocina         | Presentadora                        |

### Cortometrajes
| Año  | Título       | Personaje | Director                  |
| ---- | ------------ | --------- | ------------------------- |
| 2006 | Pocas nueces | Lucía     | Sylvia Vivanco-Extramiana |

## Discografía
Entre el año 2002 y 2005 formó parte del grupo UPA Dance.
| Álbum                        | Detalles                                                                                    | Certificación    | Ventas                |
| ---------------------------- | ------------------------------------------------------------------------------------------- | ---------------- | --------------------- |
| Upa Dance                    | - Lanzamiento: 11 de noviembre de 2002 - Discográfica: Globomedia Música - Formato: CD, DVD | _                | + 2 000 000 de copias |
| UPA Dance (Edición Especial) | - Lanzamiento: 22 de abril de 2003 - Discográfica: Globomedia Música - Formato: CD          | Disco de Oro     | +200 000 copias       |
| UPA Dance Live               | - Lanzamiento: 2004 - Discográfica: Milan Records - Formato: CD, DVD                        | Disco de Platino | +100 000 copias       |

## Premios
- 2004: Premio Iris a la mejor interpretación femenina en los Premios Iris (España) por su papel en la serie Un paso adelante.